# Vali Niculescu
Vali Niculescu (n. 17 februarie 1930, București - d. 31 iulie 2024, București ) este o soprană considerată una dintre vocile de aur ale operetei române. 
Născută într-o familie cu legături în vodevilul bucureștean, își manifestă pasiunea pentru muzică de la o vârstă fragedă. În 1950 dă admiterea la Conservatorul „Ciprian Porumbescu” din București, la Facultatea de instrumente și canto, specialitatea canto clasic. Aici a studiat cinci ani în clasa de canto a profesoarei emerite Arta Florescu și clasa de operă a renumiților profesori Jean Rânzescu, Constantin Bobescu și Ioan Chirescu.

## Debut
Își face debutul în București pe scena Teatrului de Operă și Balet în rolul Rosinei din Bărbierul din Sevilla și câștigă notorietate în rolurile lui Blondchen din Răpirea din Serai și Siebel în Faust. În următorii ani, concurează și câștigă premii naționale și internaționale. Este laureată a concursului internațional de interpretare „Mozart” din Salzburg în 1956 și câștigă primul loc la concursul național al tinerilor soliști la categoria canto în 1962.

## Cariera
În 1960 se angajează la Teatrul Național de Operetă unde va primi roluri principale în opere comice, operete și muzicaluri din repertoriul național și internațional. Vocea ei cristalină, pe tot largul ambitusului, cu acut sigur, mediu captivant, capabil de cele mai subtile nuanțe, grav neobișnuit de sonor și comunicativ, a slujit muzica operetei de la J. Strauss, Zeller, Kalman, Lehar, Offembach, de la Herve la Rodgers, Loewe, Bernstein, dar și la Kirculescu, Grigoriu, Dendrino, M. Țeicu, încununând succes după succes și deschizând noi drumuri interpretative.
Pentru una din primele ei performanțe în Don Pasquale, criticii își dau imediat seama de talentul actoricesc deosebit al sopranei:
„O excelență impresie ne-a produs tânăra soprana Vali Niculescu în rolul Norinei. Posedând o voce frumoasă, pură, cu un timbru cristalin, pătrunzător, cântăreața dispune și de o tehnică bine pusă la punct, evidențiată în pasajele de coloratură, mai ales în celebra cavatină din actul I. Totodată, Vali Niculescu s-a dovedit și o talentată actrița, deosebit de indicată pentru asemenea roluri”
Un alt rol foarte cunoscut este cel al Anitei în premiera românească a piesei „Poveste din Cartierul de Vest”. Și aici reușește să câștige aprecierea tuturor celor care o văd. Smaranda Oțeanu, critic muzical la ziarul Scînteia scrie:
„Valli Niculescu, de neîntrecut, în Anita, vibrantă, cu treceri spectaculoase de la vesela iubită a lui Bernardo, cea plină de vervă, la femeia cu fața încremenită de durere care privește în gol și știe că nimeni nu-i va da alinarea. De mare profunzime este scena întâlnirii la barul lui Doc cu cei care i-au ucis iubitul. Nu-i vorba nici de experiență, nici de cristalinul vocii, nici de mobilitatea scenică… ci de talent, de un foarte mare talent”.
Talentul a venit întotdeauna însoțit de multă muncă. Vali Niculescu devine un artist complet între 1960 și 1990. Participă la numeroase turnee în străinătate începând cu anii ‘60. Cântă în Polonia, în Germania în Stuttgart, Dortmund și Regensburg, în Italia, Belgia, Ungaria, Bulgaria și Israel. Are recitaluri săptămânale la radio și integrale televizate dintre care amintim „Directorul de Scenă” de Mozart, „Poveste din Cartierul de Vest” de Bernstein și „Sânge Vienez” de Johan Strauss. În plus, capătă experiență pe cele mai mari scene ale țării în turnee cu filarmonicile din București, Ploiești, Craiova, Arad, Timișoara, Bacău, Botoșani, Oradea și Baia Mare.

Profesoara Arta Florescu oferă o descriere completă sopranei Vali Niculescu la finalul carierei:
„Vali Niculescu este un nume ce se înscrie cu mândrie în arta interpretativă contemporană a operetei noastre. Vocea ei cristalină pe tot largul ambitusului, cu acut sigur, mediu captivant, capabil de cele mai subtile nuanțe, grav neobișnuit de sonor și comunicativ, a slujit muzica operetei de la J. Strauss, Zeller, Kalman, Lehar, Offembach, de la Herve la Rodgers, Loewe, Bernstein dar si la Kirculescu, Grigoriu, Dendrino, M. Țeicu, încununând succes după succes, deschizând noi drumuri interpretative. În profilul său muzical, Vali Niculescu îmbină stilistic patru școli distincte: cea vieneză, din care se desprind muzicalitate și frazare, cea franceză, cu rafinament și expresivitate, muzical-ul american, cu ritm și exuberanță, cea a creației noastre cu avânt, nostalgie și încredere în viitor. Întreagă această cunoaștere a profesionalității artistice, conjucată cu o prezență scenică în care știința se exprimă cu un minunat farmec personal, cu nerv susținut pe toată desfășurarea spectacolului, a creat din Vali Niculescu un model... pentru noi care am aplaudat-o, pentru cei care au vrut să învețe... Dacă am căuta să descifrăm "secretul" măiestriei lui Vali Niculescu, am stabili: muncă formativă aprigă, la bază având principiile recunoscutei în lume Școli românești de cânt, larga experiență căpătată pe mai toate scenele țării și peste hotare, genul operetei extinzându-se la cel al operei și concertului. Mi-o amintesc cu duioșie și plăcere, având-o studentă, cât de minunat tălmăcea vocal și stilistic temerara arie de Mozart, Mia speranza adorata. În anii din urmă, s-a preocupat susținut de inovarea genului "show", îmbinând, în forme cât mai atrăgătoare și instructive pentru publicul nostru, stiluri muzicale, proză, poezie, dans. Vali Niculescu este astăzi în arta muzicală interpretativă un nume de rezonanță, un nume îndrăgit și prețuit de întregul public românesc.”

### Repertoriu

#### Opera Română București, 1955-1960
- „Bărbierul din Sevilla", Rossini
- „Faust”, Gounod
- „Nunta lui Figaro”, Mozart
- „Traviata”, Verdi
- „Rigoletto”, Verdi
- „Dama de pică”, P.I. Ceaikovski
- „Ion Vodă”, I. Dumitrescu
- „Lakme” - L. Delibes

#### Teatrul Național de Operetă, 1960-1990
- „Elixirul dragostei”, G. Donizetti
- „Don Pasquale”, G. Donizetti
- „Fiica regimentului”, G. Donizetti
- „Liliacul”, I. Strauss
- „Sânge vienez”, J. Strauss
- „Voievodul țiganilor”, J. Strauss
- „O noapte la Venetia”, J. Strauss
- „Clopotele din Corneville”, J. Offembach
- „Choufleuri”, J. Offembach
- „Mam'zelle Nitouche”, Hervé
- „Sylvia”, E. Kalman
- „Prințesa circului”, E. Kalman
- „Contesa Maritza”, E. Kalman
- „Vânzătorul de păsări”, C. Zeller
- „Suzana”, J. Gilbert
- „Casa cu trei fete”, F. Schubert, H. Berthe
- „Vânt de libertate”, I. Dunaevski
- „Sărutul Cianitei”, B. Miliutin
- „Dăruiți iubitelor lalele”, P. Sandler
- „Țara surâsului”, F. Lehar
- „Victoria și al ei husar”, P. Abraham
- „La calul bălan”, R. Benatzky
- „Logodnicul din lună”, E. Kuneke
- „Oklahoma”, R. Rodgers, O. Hammerstein
- „Poveste din cartierul de vest”, L. Bernstein
- „Anton Pann”, Al. Mendelsohn
- „Lisistrata”, G. Dendrino
- „Soarele Londrei”, Fl. Comisel
- „Ana Lugojana”, F. Barbu
- „Întâlnire cu dragostea” - N. Kirculescu
- „Se mărită fetele”, G. Grigoriu
- „Eternele iubiri”, G. Grigoriu
- „Piatra din casă”, Iusceanu
- „Spune, inimioară, spune”, E. Roman

#### Integrale în premieră la televiziune
- „Frumoasa Galatheea”, F. Suppe
- „Răsboiul vesel”, J. Strauss
- „Sânge vienez”, J. Strauss
- „My fair lady”, F. Loewe
- „Directorul de scenă”, Mozart
- „Pigmalion”, C. Gluk
- „Poveste din cartierul de vest”, L. Bernstein
- „Copilul și vrăjile”, M. Ravel
- „Geamgii din Toledo”, T. Olah

## Activitate după 1990
După încheierea carierei de soprană, devine profesor de canto și ține cursuri la Teatrul Național de Operetă și la Universitatea Ecologică din București. Tot în această perioadă, se reunește cu trupa de actori din piesa de teatru radiofonic Corina și cu regizorul Matei Alexandru și prezintă muzicalul românesc în multe orașe ale țării. În 2001, primește Ordinul Național Steaua României în gradul de cavaler, iar în 2017, Uniunea Muzicienilor Interpreți din România îi acordă diploma de excelență pentru întreaga activitate solistică de operetă.

## Filmografie
- Veronica (1973)

## Distincții
- Ordinul Muncii clasa a III-a (10 august 1964) „pentru merite deosebite în opera de construire a socialismului, cu prilejul celei de a XX-a aniversări a eliberării patriei”[5]
- Ordinul Meritul Cultural clasa a IV-a (12 septembrie 1968) „pentru merite deosebite în activitatea muzicală”[6]